# Berta Vázquez
Birtukan Tibebe (Kiev, 28 de março de 1992), artisticamente conhecida como Berta Vázquez, é uma atriz, cantora e modelo hispano-ucraniana de origem etíope, conhecida principalmente por ter interpretado a presidiária Rizos, na série de televisão espanhola Vis a Vis.

## Biografia
Berta Vázquez nasceu em 28 de março de 1992 em Kiev, na Ucrânia, filha de pai etíope e mãe ucraniana, mas aos três anos de idade mudou-se com sua família para Elche, na Espanha, onde reside até os dias de hoje. Iniciou seu treinamento artístico com dança na escola ilícita de Paola Yeray, embora finalmente as oportunidades tenham surgido através da interpretação e, em menor grau, da música. Aos 18 anos, ela deixou Elche para  mudar para Madrid, para expandir seus estudos e obter boas oportunidades de trabalho.

## Carreira
Além de outras tentativas de incursão no mundo da arte, em 2013 enviou um vídeo para o casting da segunda edição do reality La Voz, infelizmente não foi selecionada. Um ano depois, ela conseguiu seu primeiro papel no filme Palmeras en la nieve, baseado no best-seller de Luz Gabás. Berta foi escalada como Bisila, uma mulher nativa da Guiné Equatorial que vive uma história de amor com o personagem de Kilian (Mario Casas). 
Foi também em 2014 que ela passou no teste de elenco pelo qual alcançou o papel que a lançou definitivamente à fama, na série prisional do canal Antena 3, Vis a Vis, que mais tarde passou a ser da Fox Espanha. Desde então, ela deu vida a Estefanía Kabila "Rizos / Cachinhos", uma detenta que cumpre pena de três anos por roubo e lesão corporal.
Em 2017, ela filmou a comédia romântica Las leyes de la termodinámica, dirigida por Mateo Gil, onde interpreta Elena. Nesse mesmo ano, Berta fez parte do elenco da série de televisão da Telecinco, El accidente (2017-2018), no papel de María. Em meio de 2022, deu vida a personagem Claudia na série Bienvenidos a Edén, da Netflix.

### Música
Embora Berta Vázquez seja mais conhecida como atriz e modelo, ela também tem presença na música. Em 2013, ela enviou 3 vídeos para sua página do YouTube destinados a servir de audição para o programa de televisão "La Voz". No entanto, Berta não foi selecionada para aparecer no programa. Ela frequentemente nomeia Beyoncé, Rihanna, Bruno Mars e Adele como artistas que ela admira e faz covers de músicas, além de já ter aparecido em pelo menos três videoclipes.
Em 28 de junho de 2020, Berta lançou um mixtape intitulado Beats for Berta Vázquez (The Birtukan Tibebe MixTape). Contendo uma série de listas de reprodução com um EP que o acompanha em live audition, a artista contou com a produção do músico Makell Bird.

## Filmografia

### Filmes
| Ano  | Título                        | Papel                               |
| ---- | ----------------------------- | ----------------------------------- |
| 2015 | Palmeras en la nieve          | Bisila                              |
| 2016 | En tu cabeza                  | Camarera                            |
| 2017 | The Lego Batman Movie         | Harley Quinn (dublagem em espanhol) |
| 2018 | Las leyes de la termodinámica | Elena                               |
| 2018 | Smallfoot                     | Meechee (dublagem em espanhol)      |

### Televisão
| Ano       | Título             | Papel                                | Notas                           |
| --------- | ------------------ | ------------------------------------ | ------------------------------- |
| 2015–2019 | Vis a vis          | Estefanía Kabila "Rizos / Cachinhos" | Elenco principal (38 episódios) |
| 2016–2018 | Paquita Salas      | Ela mesma                            | 2 episódios                     |
| 2017–2018 | El accidente       | María Ndongala                       | Elenco principal (13 episódios) |
| 2022      | Bienvenidos a Edén | Claudia                              | Elenco principal (1ª temporada) |

## Discografia

### Álbuns
| Título                                                | Detalhes |
| ----------------------------------------------------- | --- |
| Beats for Berta Vázquez (The Birtukan Tibebe MixTape) | - Lançamento: 28 de junho de 2020 - Gravadora: ADED.US Music Distribution - Formatos: Download digital, streaming |

### Videoclipes
| Ano  | Canção                   | Papel     | Ref.   |
| ---- | ------------------------ | --------- | ------ |
| 2015 | "Lady" de Carlos Jean    | Principal | [ 13 ] |
| 2018 | "Bien Duro" de C.Tangana | Principal | [ 14 ] |
| 2018 | Smallfoot                | Principal | [ 15 ] |

## Prêmios e Indicações
| Ano  | Premiação                    | Categoria                             | Trabalho indicado    | Resultado |
| ---- | ---------------------------- | ------------------------------------- | -------------------- | --------- |
| 2015 | Premios Ondas                | A Melhor Intérprete Feminina (Elenco) | Vis a vis            | Vencedora |
| 2016 | Premio Paramount Channel     | A Melhor Atriz Revelação              | Vis a vis            | Vencedora |
| 2016 | Premio XXIV Unión de Actores | A Melhor Atriz Revelação              | Palmeras en la nieve | Vencedora |